# Севастопольский марш

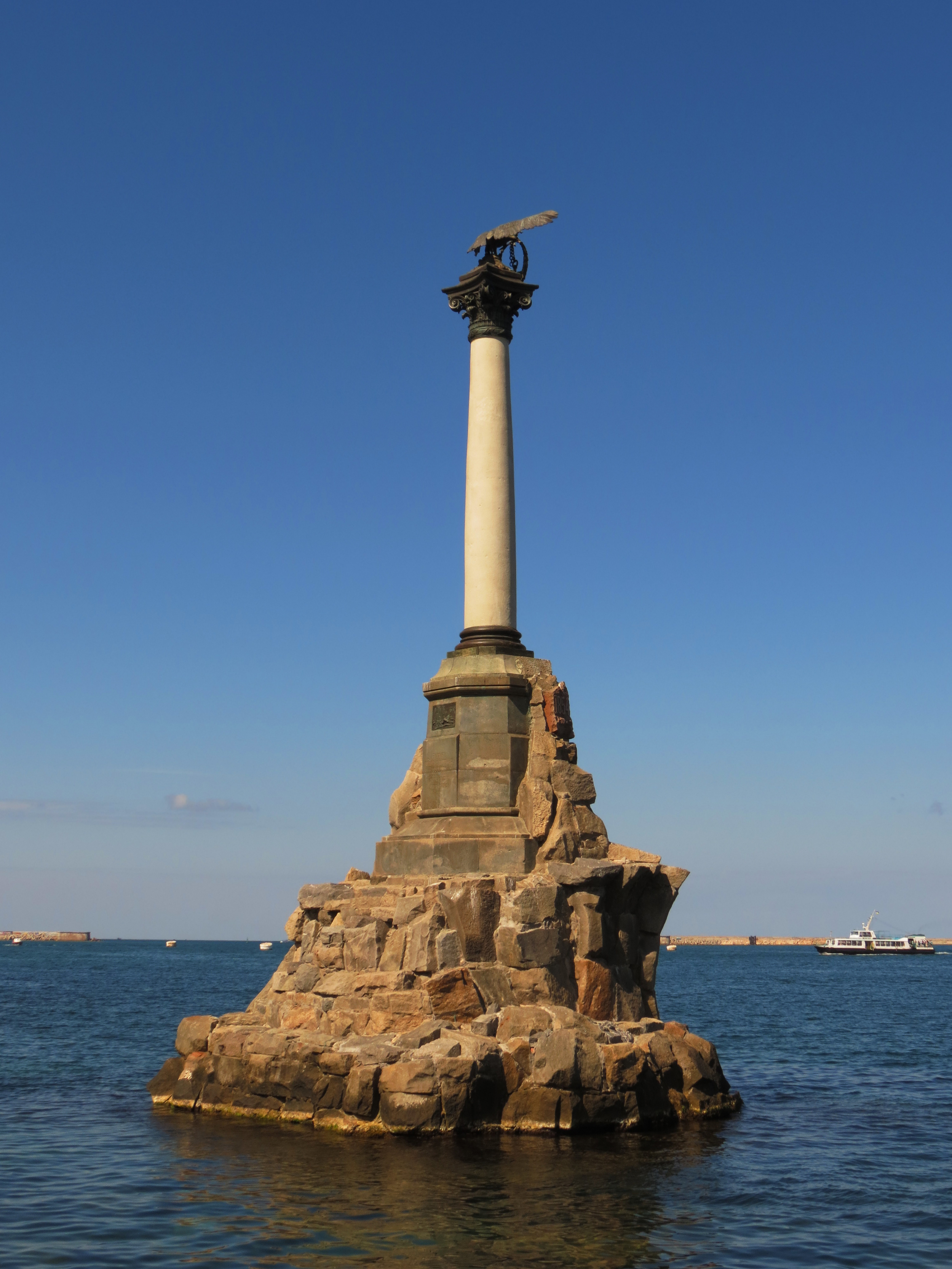
Памятник затопленным кораблям в Севастополе

Севастопольский марш (тур. Sivastopol Marşı) — турецкий траурный марш, композитора Рифат бея (тур. Rifat Bey).
Марш возник в ходе русско-турецких войн. Другое название марша — Затопленные корабли около Севастополя (тур. Sivastopol önünde Yatar Gemiler).